# Laborans de Panormo
Laborans de Panormo (ur. ok. 1120, zm. 6 października 1189) – włoski kardynał.
Pochodził z Florencji. Studiował na uniwersytecie w Paryżu, uzyskując tytuł magistra. Napisał wiele dzieł teologicznych, jednak jego życiowym dziełem był sporządzony w latach 1162-82 zbiór prawa kanonicznego Compilatio decretorum, będący próbą lepszego uporządkowania i uzupełnienia Decretum Gracjana (ok. 1140). We wrześniu 1173 został mianowany kardynałem przez papieża Aleksandra III. Podpisywał bulle papieskie jako diakon S. Maria in Portico (14 października 1173 do 3 sierpnia 1179) oraz jako prezbiter Santa Maria in Trastevere (26 lutego 1180 do 6 października 1189). Uczestniczył w Trzecim Soborze Laterańskim.